# Stenodiplosis bromicola
Stenodiplosis bromicola is een muggensoort uit de familie van de galmuggen (Cecidomyiidae). De wetenschappelijke naam van de soort is voor het eerst geldig gepubliceerd in 1961 door Marikovskij & Agafonova.